# Pittosporum lenticellatum
Pittosporum lenticellatum là một loài thực vật có hoa trong họ Pittosporaceae. Loài này được Chun ex H. Peng & Y.F. Deng mô tả khoa học đầu tiên năm 2001.